# John-Heartfield-Haus Waldsieversdorf
Das John-Heartfield-Haus Waldsieversdorf in Waldsieversdorf in der Märkischen Schweiz war das Sommerhaus von John Heartfield, das er 1957 bezog und das heute eine Begegnungs- und Gedenkstätte ist.

## Geschichte

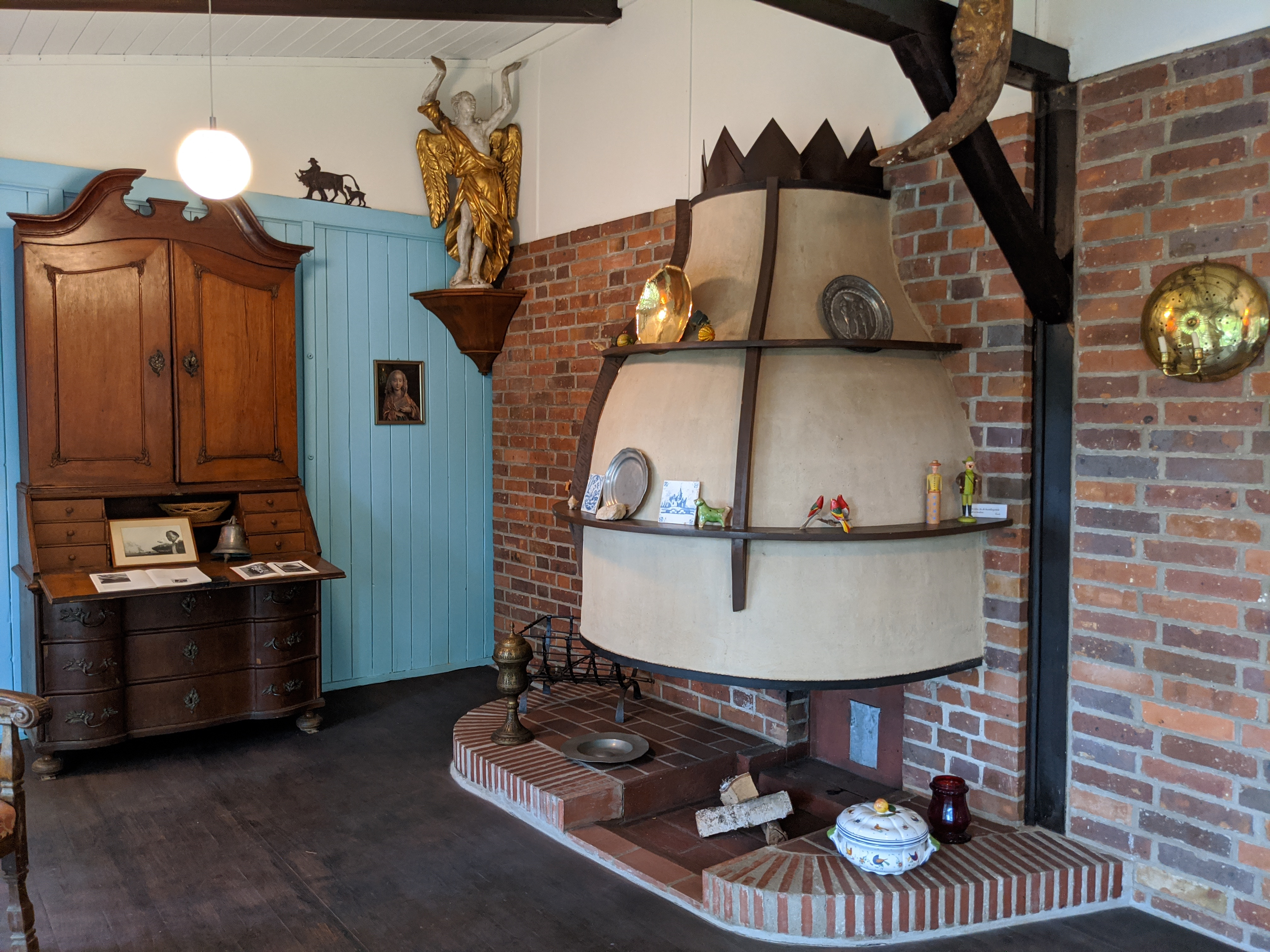
Innenansicht

Im Jahr 1950 kehrten Gertrud (geborene Fietz) und John Heartfield aus dem englischen Exil zunächst nach Leipzig zurück. Bertolt Brecht bot seinem von zwei Herzinfarkten betroffenen Freund an, für ihn ein Sommerdomizil in der Märkischen Schweiz zu finden: „Du solltest dieses absurde Leipziger Klima endlich mit dem berühmt guten hier vertauschen.“ schrieb Brecht. Das Ehepaar Heartfield entschied sich für Waldsieversdorf, wo ihnen der Bau eines Sommersitzes zugesichert wurde. 1957 bezogen die Heartfields die Sommerresidenz und nutzten sie gemeinsam in den Sommermonaten bis 1968. Das Haus war für den Fotomonteur ein Stück Kindheitserinnerung. In seinen letzten Lebensjahren wurde es zu Heartfields Refugium.
Das Ehepaar Heartfield legte einen Waldgarten an, in dem noch heute seltene Gehölze zu finden sind. Vor allem im Frühjahr, wenn Magnolien, Flieder, Rhododendron, Goldregen und die Obstbäume blühen, zeigt sich der Garten von seiner schönsten Seite.
Nach seinem Tod nutzte Gertrud Heartfield das Sommerhaus noch bis zu ihrem Tod im Jahre 1983. Danach wurde es von der Ostberliner Akademie der Künste als Ferienobjekt genutzt. Im Jahr 2008, nach der Klärung von Rückübertragungsansprüchen, erwarb die Gemeinde Waldsieversdorf das Grundstück. Im Anschluss wurde das Haus mit Fördermitteln des Landes Brandenburg rekonstruiert und am 4. September 2010 dem Freundeskreis John Heartfield Waldsieversdorf e. V. zur Nutzung übertragen.

## Das Haus

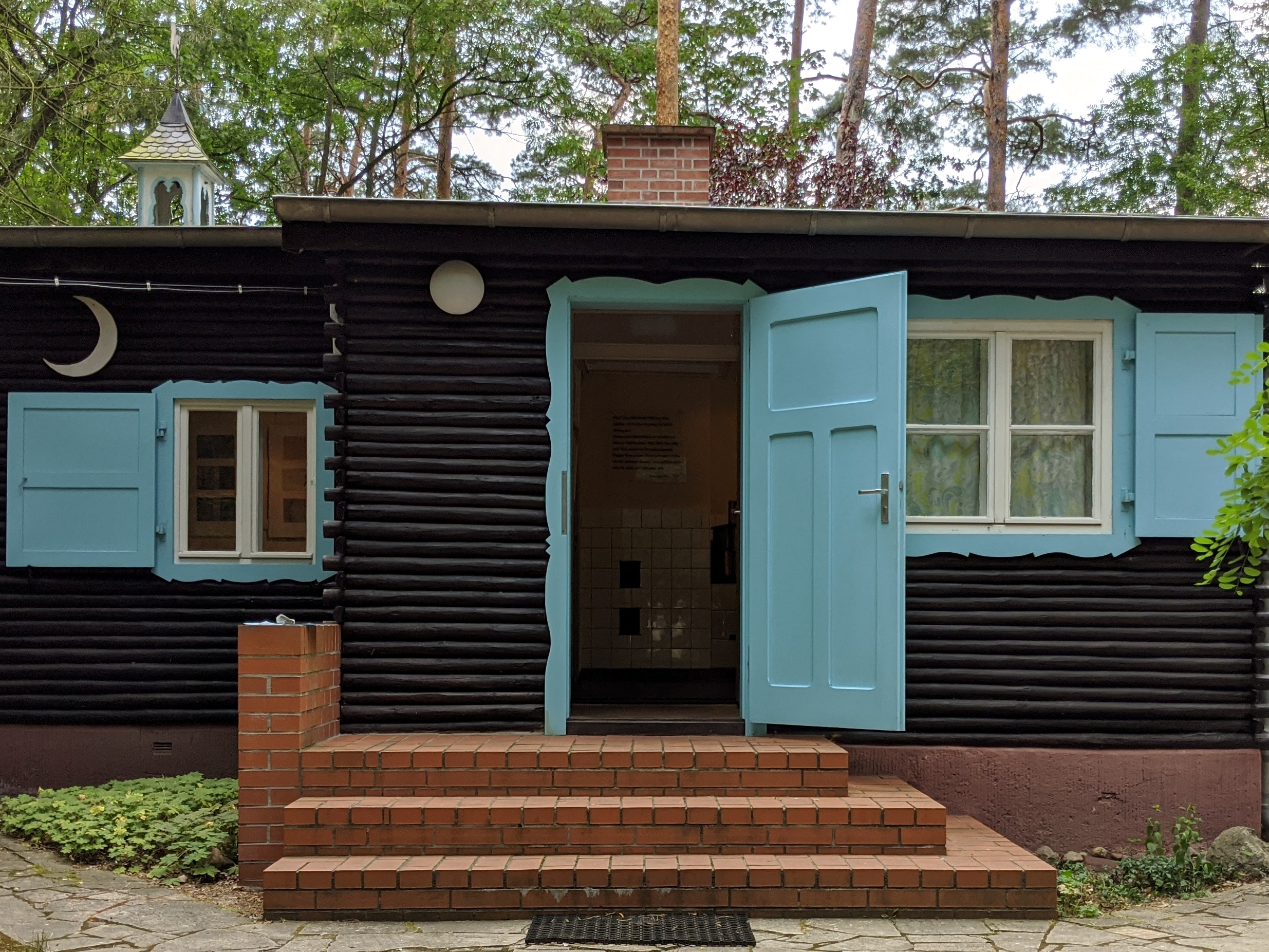
Eingang

Die Waldhütte, die die Geschwister (John Heartfield und Wieland Herzfelde) an ihre Kindheit bei Salzburg erinnerte, ist ein Holzplattenbau mit einem Dach nach alpenländischem Vorbild und einer Halbholzverkleidung, die an ein Blockhaus erinnert. Das Gebäude besteht aus Teilen einer ehemaligen Sanitätsbaracke der Wehrmacht des Flugplatzes Strausberg. Eine Veranda mit begehbarem Flachdach wurde später hinzugefügt. Viele Details, wie die Vitrinenschränke und der Kamin, sind nach den Vorgaben Heartfields gestaltet.
Während der Rekonstruktion von April bis August 2010 wurden die ursprünglichen leuchtenden Farbtöne wiederhergestellt. Teile der Einrichtung wurden vom Archiv der Akademie der Künste dem Freundeskreis als Leihgabe zur Verfügung gestellt.
Das Haus steht unter Denkmalschutz.

## Veranstaltungen

Veranstaltung zu John Heartfield und Kurt Tucholsky Mai 2025

Seit 2010 ist es wieder für die Öffentlichkeit zugänglich, unter anderem für Veranstaltungen und Ausstellungen. Anlässlich des Geburtstages von John Heartfield am 19. Juni findet jährlich – neben anderen Ereignissen – eine Veranstaltung gemeinsam mit der Akademie der Künste (Berlin) statt. An den Veranstaltungen nahmen in den vergangenen Jahren viele Kunstschaffende teil. Stellvertretend seien hier Katja Erfurth, Dagmar Manzel, Gisela May, Marcel Odenbach, Helmut Oehring sowie Werner Stötzer genannt.